# 邓三龙
邓三龙（1957年10月—），湖南桃源人。1980年11月加入中国共产党。湖南大学科技哲学系毕业，硕士研究生学历。
历任中共安化县委副书记、代县长、县长；中共沅江市委书记；永州市人民政府副市长、市委副书记；湖南省林业厅党组副书记、副厅长。2008年3月，任湖南省林业厅党组书记、厅长。